# Autograph Collection
Autograph Collection è un gruppo di hotel indipendenti di fascia alta e di lusso all'interno del portafoglio Marriott International. Le proprietà sono di proprietà indipendente e gestite con il nome di Autograph Collection.

## Storia
A seguito della crisi economica del 2008, il gruppo Marriott International, noto per la rigida uniformità delle sue strutture alberghiere, era disposto ad allentare questa clausola per attirare hotel unici e indipendenti nella sua rete di proprietà in franchising. Nel 2010, Marriott si è rivolto a Richard Kessler, un albergatore indipendente ed ex amministratore delegato di Days Inn, per incorporare le sette proprietà boutique Kessler nel suo sistema, sotto un nuovo marchio ancora senza nome.
Nel 2006, Kessler aveva abbandonato l'affiliazione al marchio Westin dal suo hotel nel centro di Orlando per operare in modo indipendente. Inizialmente riluttante, Kessler giunse ad un accordo accettabile. Gli hotel funzionerebbero in modo autonomo, mantenendo i propri nomi e identità.Quell'anno venne lanciata la Autograph Collection, con le proprietà Kessler che costituivano la maggior parte dell'inventario degli hotel.
Il nuovo nome non metteva in risalto un marchio, ma una serie di hotel. I Leading Hotels of the World, rivolti a clienti di fascia alta alla ricerca di esperienze alberghiere uniche, dominavano da tempo questo mercato. La mancata visualizzazione del marchio Marriott o del motore di prenotazione Marriott sul sito web di Autograph, non solo ha enfatizzato le esperienze uniche di questi hotel indipendenti, ma ha anche protetto i vari marchi del colosso dell'ospitalità dalle ricadute nel caso in cui l'impresa fallisse.
La selezione comprendeva edifici storici ringiovaniti nel 21º secolo, ma che offrivano un'esperienza alberghiera molto diversa da quella di una normale struttura. La collezione ricercava hotel che possedessero un elemento di autentico sapore locale e distinzione culturale per offrire agli ospiti un soggiorno arricchente.
Nel corso del tempo, l'enfasi sulla crescita si è spostata dall'acquisizione di proprietà esistenti a proposte e nuove costruzioni che incorporassero le caratteristiche desiderate.
Ad oggi sono oltre 200 le strutture alberghiere che fanno parte del marchio Autograph Collection nel mondo.